# Macharaviaya
Macharaviaya ist eine Gemeinde (municipio) mit 506 Einwohnern (Stand: 2024) in der Provinz Málaga in der Autonomen Region Andalusien im Süden Spaniens. 

## Geographie
Der Ort grenzt an Almáchar, Iznate, Moclinejo, Rincón de la Victoria und Vélez-Málaga. 

## Geschichte
Das Dorf wurde auf den Ruinen einer alten maurischen Siedlung errichtet und 1572 gegründet. Sein Name leitet sich vom andalusisch-arabischen Machxar Abu Yahya ab, was so viel bedeutet wie "Abu Yahyas Hof". Es war die Heimat der Adelsfamilie Gálvez, deren Nachkomme Matías de Gálvez y Gallardo Vizekönig von Neuspanien war. Sein Sohn Bernardo, der in dem Dorf geboren wurde, wurde Gouverneur von Louisiana und eroberte während der Amerikanischen Revolution Baton Rouge, Mobile und Pensacola von den Briten.

## Bevölkerungsentwicklung
| 1842 | 1900 | 1950 | 1980 | 1990 | 2000 | 2010 | 2020 |
| ---- | ---- | ---- | ---- | ---- | ---- | ---- | ---- |
| 609  | 650  | 481  | 353  | 349  | 375  | 496  | 524  |

## Sehenswürdigkeiten
- Kirche San Jacinto

## Partnerstädte
- Pensacola, USA
- Galveston, USA

## Persönlichkeiten
- Matías de Gálvez y Gallardo (1717–1784), Vizekönig von Neuspanien
- Bernardo de Gálvez y Madrid (1746–1786), Graf, Politiker und General